# Пелікан (Аляска)
Пелікан (англ. Pelican) — місто (англ. city) в США, в окрузі Гуна-Ангун штату Аляска. Населення — 98 осіб (2020).

## Географія
Пелікан розташований за координатами 57°57′35″ пн. ш. 136°13′0″ зх. д. / 57.95972° пн. ш. 136.21667° зх. д. (57.959800, -136.216753).  За даними Бюро перепису населення США в 2010 році місто мало площу 1,87 км², з яких 1,56 км² — суходіл та 0,30 км² — водойми. В 2017 році площа становила 1,59 км², з яких 1,41 км² — суходіл та 0,18 км² — водойми.

### Клімат
Місто знаходиться у зоні, котра характеризується континентальним субарктичним кліматом.
| Клімат Пелікана         | Клімат Пелікана | Клімат Пелікана | Клімат Пелікана | Клімат Пелікана | Клімат Пелікана | Клімат Пелікана | Клімат Пелікана | Клімат Пелікана | Клімат Пелікана | Клімат Пелікана | Клімат Пелікана | Клімат Пелікана | Клімат Пелікана |
| Показник                | Січ.            | Лют.            | Бер.            | Квіт.           | Трав.           | Черв.           | Лип.            | Серп.           | Вер.            | Жовт.           | Лист.           | Груд.           | Рік             |
| Абсолютний максимум, °C | 11,1            | 11,7            | 24,4            | 27,2            | 30,6            | 28,9            | 33,3            | 24,4            | 20              | 16,1            | 9,4             | 13,3            | 33,3            |
| Середній максимум, °C   | 1,9             | 3,3             | 5               | 8,9             | 12,3            | 15,1            | 16              | 16,8            | 13,9            | 8,8             | 4,1             | 2,2             | 9,1             |
| Середня температура, °C | −1,6            | 0,1             | 2               | 4,3             | 7,7             | 10,6            | 12,6            | 12,9            | 10,2            | 6,2             | 1,6             | −0,6            | 5,5             |
| Середній мінімум, °C    | −3,8            | −2,7            | −1              | 0,3             | 3,5             | 6,7             | 9,2             | 9,2             | 6,7             | 3,5             | −0,7            | −2,7            | 2,3             |
| Абсолютний мінімум, °C  | −19,4           | −18,9           | −9,4            | −3,3            | −1,7            | 3,3             | 0,6             | −2,8            | −9,4            | −16,1           | −18,3           | −19,4           | −19,4           |
| Норма опадів, мм        | 337.8           | 309.9           | 281.9           | 233.7           | 193             | 119.4           | 167.6           | 264.2           | 510.5           | 604.5           | 454.7           | 348             | 3827.8          |
| Днів з опадами          | 20              | 17              | 20              | 18              | 18              | 16              | 20              | 19              | 21              | 24              | 20              | 19              | 232             |
| Днів зі снігом          | 8,7             | 7,2             | 7,1             | 3,1             | 0,1             | 0               | 0               | 0               | 0               | 1               | 4,6             | 6,8             | 38,6            |
| ----------------------- | --------------- | --------------- | --------------- | --------------- | --------------- | --------------- | --------------- | --------------- | --------------- | --------------- | --------------- | --------------- | --------------- |
| Джерело: Weatherbase    |                 |                 |                 |                 |                 |                 |                 |                 |                 |                 |                 |                 |                 |

## Демографія
Згідно з переписом 2010 року, у місті мешкало 88 осіб у 41 домогосподарстві у складі 22 родин. Густота населення становила 47 осіб/км².  Було 77 помешкань (41/км²).
Расовий склад населення:
| - 59,1 % — білих - 34,1 % — корінних американців |

До двох чи більше рас належало 6,8 %. Частка іспаномовних становила 1,1 % від усіх жителів.
За віковим діапазоном населення розподілялося таким чином: 13,6 % — особи молодші 18 років, 70,5 % — особи у віці 18—64 років, 15,9 % — особи у віці 65 років та старші. Медіана віку мешканця становила 50,7 року. На 100 осіб жіночої статі у місті припадало 166,7 чоловіків;  на 100 жінок у віці від 18 років та старших — 153,3 чоловіків також старших 18 років.
Середній дохід на одне домашнє господарство  становив 73 853 долари США (медіана — 66 667), а середній дохід на одну сім'ю — 87 478 доларів (медіана — 85 938). 
Цивільне працевлаштоване населення становило 40 осіб. Основні галузі зайнятості: мистецтво, розваги та відпочинок — 45,0 %, сільське господарство, лісництво, риболовля — 40,0 %, публічна адміністрація — 10,0 %, транспорт — 5,0 %.